# Jonathan Kuminga
Jonathan Malangu Kuminga (Goma, 2002. október 6. –) kongói válogatott kosárlabdázó, a Golden State Warriors játékosa a National Basketball Associationben (NBA).
A 2021-es osztály legjobb alacsonybedobója volt, úgy döntött, hogy nem fog egyetemen játszani, hanem aláírt az NBA G-League Ignite csapatával. A Warriors a hetedik helyen választotta ki a játékost a 2021-es NBA-drafton. A kaliforniai csapat tagjaként NBA-bajnok lett, a második legfiatalabbként a liga történetében (19 évesen és 253 naposan).
2022-ben mutatkozott be a Kongói Demokratikus Köztársaság felnőtt válogatottjában.

## Statisztika

### NBA G-League
| Év        | Csapat              | JM | KM | JP/M | MG%  | 3P%  | BD%   | LP/M | GP/M | L/M | B/M | P/M  |
| --------- | ------------------- | -- | -- | ---- | ---- | ---- | ----- | ---- | ---- | --- | --- | ---- |
| 2020–2021 | NBA G-League Ignite | 13 | 13 | 32,8 | .387 | .246 | .625  | 7,2  | 2,7  | 1,0 | 0,8 | 15,8 |
| 2021–2022 | Santa Cruz Warriors | 1  | 1  | 30,0 | .250 | .200 | 1.000 | 8,0  | 8,0  | 0,0 | 1,0 | 11,0 |
| Karrier   | Karrier             | 14 | 14 | 32,6 | .379 | .200 | .640  | 7,2  | 3,1  | 0,9 | 0,9 | 15,5 |

### NBA

#### Alapszakasz
| Év         | Csapat                | JM  | KM | JP/M | MG%  | 3P%  | BD%  | LP/M | GP/M | L/M | B/M | P/M  |
| ---------- | --------------------- | --- | -- | ---- | ---- | ---- | ---- | ---- | ---- | --- | --- | ---- |
| 2021-2022† | Golden State Warriors | 70  | 12 | 16,9 | .513 | .336 | .684 | 3,3  | 0,9  | 0,4 | 0,3 | 9,3  |
| 2022–2023  | Golden State Warriors | 67  | 16 | 20,8 | .525 | .370 | .652 | 3,4  | 1,9  | 0,6 | 0,5 | 9,9  |
| 2023–2024  | Golden State Warriors | 74  | 46 | 26,3 | .529 | .321 | .746 | 4,8  | 2,2  | 0,7 | 0,5 | 16,1 |
| 2024–2025  | Golden State Warriors | 47  | 10 | 24,3 | .454 | .305 | .668 | 4,6  | 2,2  | 0,8 | 0,4 | 15,3 |
| Karrier    | Karrier               | 258 | 84 | 22,0 | .507 | .332 | .696 | 4,0  | 1,8  | 0,6 | 0,4 | 12,5 |

#### Play-in
| Év      | Csapat                | JM | KM | JP/M | MG%  | 3P%  | BD%  | LP/M | GP/M | L/M | B/M | P/M  |
| ------- | --------------------- | -- | -- | ---- | ---- | ---- | ---- | ---- | ---- | --- | --- | ---- |
| 2024    | Golden State Warriors | 1  | 1  | 27,9 | .400 | .000 | .667 | 7,0  | 2,0  | 0,0 | 1,0 | 16,0 |
| Karrier | Karrier               | 1  | 1  | 27,9 | .400 | .000 | .667 | 7,0  | 2,0  | 0,0 | 1,0 | 16,0 |

#### Rájátszás
| Év      | Csapat                | JM | KM | JP/M | MG%  | 3P%  | BD%  | LP/M | GP/M | L/M | B/M | P/M  |
| ------- | --------------------- | -- | -- | ---- | ---- | ---- | ---- | ---- | ---- | --- | --- | ---- |
| 2022†   | Golden State Warriors | 16 | 3  | 8,6  | .500 | .231 | .769 | 1,7  | 0,5  | 0,2 | 0,1 | 5,2  |
| 2023    | Golden State Warriors | 10 | 0  | 6,1  | .542 | .429 | .556 | 0,9  | 0,5  | 0,2 | 0,0 | 3,4  |
| 2025    | Golden State Warriors | 8  | 1  | 23,4 | .484 | .400 | .710 | 2,5  | 1,3  | 0,5 | 0,5 | 15,3 |
| Karrier | Karrier               | 34 | 4  | 11,4 | .497 | .356 | .712 | 1,6  | 0,7  | 0,3 | 0,2 | 7,0  |

## Magánélete
Kuminga idősebb testvére, Joel Ntambwe, az Egyesült Államokban egyetemi szinten kosárlabdázott, először a Nevadai Egyetem színeiben, majd a Texas Tech csapatában. Két unokatestvére is profi kosárlabdázó: Emmanuel Mudiay Puerto Ricóban, míg Omari Gudul Európában játszik. Kuminga elsődlegesen franciául beszél, azonban folyamatosan fejleszti angol nyelvtudását is.